# Rokas Gustys
Rokas Gustys (Kaunas, Lituania, 22 de agosto de 1994) es un jugador de baloncesto con nacionalidad lituana que pertenece a la plantilla del Shonan United BC de la liga japonesa. Con una altura de 2 metros y 6 centímetros, su posición en la pista es la de pívot.

## Trayectoria
Rokas Gustys es un pívot formado en la Universidad Hofstra, con sede en Hempstead, Nueva York, donde integró la plantilla de los Pride y disputó la División I de la NCAA entre 2012 y 2018. Durante su periplo universitario obtuvo diversos galardones individuales, siendo nominado integrante del Equipo Ideal y del Mejor Quinteto Defensivo de su conferencia en 2016. En su última campaña, la 2017/18, promedió 10.5 puntos y 12 rebotes.
En agosto de 2018 llega a España, en concreto a la Liga LEB Oro, para firmar su primer contrato profesional con el Chocolates Trapa Palencia, con el que disputa la temporada 2018/19. Participó en 39 partidos, siendo titular en 35 de ellos, en los que registró promedios de 6.7 puntos y 5.4 rebotes en 19.1 minutos.
En la temporada 2019/20 firma con el KK Siauliai de la liga LKL lituana, con el que acredita 11.2 rebotes y 6.4 rebotes.
En 2020/21 se incorpora al Lietuvos Rytas, club con el que únicamente disputa 10 partidos hasta el mes de noviembre, cuando sufrió una grave lesión y causó baja para el resto de la temporada.
Ya recuperado en la temporada 2021/22, permanece en Lituania para firmar con el KK Juventus y completar la temporada con promedios de 11.9 puntos y 6.3 rebotes.
El 3 de agosto de 2022, firma por el BC Neptūnas Klaipėda de la Lietuvos Krepšinio Lyga.
En agosto de 2023, se incorpora a la pretemporada del Fundación CB Granada, para ayudar a los entrenamientos.
El 22 de septiembre de 2023, renovó su contrato temporal por un mes con el Fundación CB Granada de la liga ACB.

### Internacionalidad
Es internacional en las categorías inferiores de la selección nacional de Lituania, con la que ganó la medalla de plata en el Europeo Sub-18 de 2012 y la medalla de bronce en el Campeonato del Mundo Sub-19 de 2013.